# نيل دبليو. كيلهير
نيل دبليو. كيلهير هو سياسي أمريكي، ولد في 9 مايو 1923، وتوفي في 4 سبتمبر 2008. نشط حزبياً في الحزب الجمهوري. وقد انتخب عضو جمعية ولاية نيويورك ‏.